# Romain Gijssels
Romain Gijssels, nacido el 10 de marzo de 1907 en Ninove y fallecido el 31 de marzo de 1978 en París, fue un ciclista belga. Profesional de 1930 a 1936, ganó el Tour de Flandes en 1931 y 1932, la París-Roubaix en 1932, así como la Burdeos-París de ese mismo año.

## Palmarés
1930
- 1 etapa del Critérium des Aiglons

1931
- Tour de Flandes
- 1 etapa del Critérium des Aiglons
- GP Wolber

1932
- París-Roubaix
- Tour de Flandes
- Burdeos-París

1933
- Gran Premio Stad Sint-Niklaas

## Resultados en Grandes Vueltas y Campeonatos del Mundo
Durante su carrera deportiva consiguió los siguientes puestos en las Grandes Vueltas y en los Campeonatos del Mundo en carretera:
| Carrera         | 1930 | 1931 | 1932 | 1933 | 1934 | 1935 |
| --------------- | ---- | ---- | ---- | ---- | ---- | ---- |
| Giro de Italia  | -    | -    | -    | -    | -    | -    |
| Tour de Francia | Ab.  | -    | -    | -    | 32.º | -    |
| Vuelta a España | -    | -    | -    | -    | -    | -    |
| Mundial en ruta | -    | -    | 10º  | -    | -    | -    |

-: No participa

Ab.: Abandono